# Glaphyra angularis
Glaphyra angularis là một loài bọ cánh cứng trong họ Cerambycidae.